# Enzgau

Blick über das Enztal auf Vaihingen, Schloss Kaltenstein und den Stromberg

Der Enzgau war eine ostfränkische Gaugrafschaft in Baden-Württemberg, die nach dem Fluss Enz benannt wurde und nördlich der 496 eingerichteten fränkisch-alemannischen „Demarkationslinie“ lag. Im Mittelalter war Vaihingen an der Enz Hauptort dieser Gegend.

## Enzgau-Orte und Abgrenzung
In Quellen werden als Orte im Enzgau erwähnt:
- „Feinga“ (Vaihingen an der Enz, 779)[1]
- „Glatebach“ (Groß- oder Kleinglattbach bei Vaihingen an der Enz, 783); „Budincheim“ (Bietigheim, 789); „Saraesheim“ (Sersheim, 792); „Alaolfingen“ (Eilfinger Hof, 793); Lotmarheim (Lomersheim, 800); „Hochtorph, Horoheim et Hasalahe“ (Hochdorf, Horrheim und Hohenhaslach, 801); „Lengenfeld“ (Leinfelder Hof, 801); „Reoth“ (Riet, 813); Tardingen (Ober- oder Unterderdingen, 836); „Mulnhusa“ (Mühlhausen an der Enz 892); „Nussdorf“[2]
- „Audinesheim et Rutgesingon“ (Ötisheim und Ober- oder Unterriexingen, 902)[3]
- „Zeizolfeswilre, Lenzingon, Durminzi, Cussilbrunnin in pago Enzgowi“ (Zaisersweiher, Lienzingen, Dürrmenz und Kieselbronn, 1100)[4]
- „Horeheim sitam in pago Enzgouwe“ (Horrheim, 1200)[5]

Der Enzgau grenzte im Norden an den Zabergau, im Osten an den Murrgau und den Neckargau, im Süden an den Glemsgau, den Würmgau und den Nagoldgau und im Westen an den Kraichgau. Die Grenze zum Kraichgau scheint ziemlich variabel gewesen zu sein oder reichlich Interpretationsspielraum offen gelassen zu haben, da etliche Orte wie Illingen oder Schützingen mal zum Kraichgau, mal zum Enzgau zugeordnet werden.
Aus naturräumlicher Sicht rechnet man heute den Westen des Enzgaus zum Kraichgau, den Norden zum Stromberg, den Osten zum Strohgäu und die Südausläufer zum Heckengäu.

## Gaugrafen
Grafen im Enzgau waren:
- Graf Cuniberct (779)[7]
- Graf Walaha (902)[8]
- Otto von Worms, † 4. November 1004, 956 Graf im Nahegau, Graf im Speyergau, Wormsgau, Elsenzgau, Kraichgau, Enzgau, Pfinzgau und Ufgau, 978–983 und 995–1002 Herzog von Kärnten, bei der Königswahl 1002 Thronkandidat
- Graf Bruno (1100)[9]
- Graf Egeno de Veingen (Vaihingen, 1139)[10]

Der Enzgau verlor im Hochmittelalter seine Bedeutung als Gaugrafschaft und ging in der Grafschaft Vaihingen auf, die 1358 großteils an das Haus Württemberg veräußert wurde.